# بورگلون
شهر بورگلون (به فرانسوی: Borgloon) در شهرستان تنژران در استان لمبورگ در منطقه فلاندری در کشور بلژیک واقع شده‌است.